# 東八道路

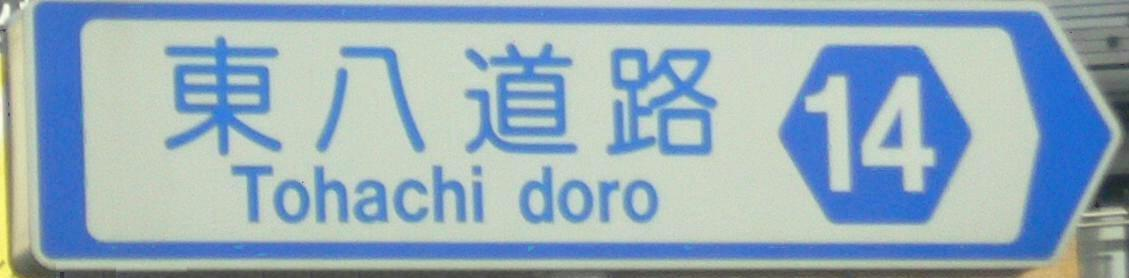
東八道路

東八道路（とうはちどうろ）は、東京都三鷹市牟礼から国立市谷保に至る道路の通称である。東京都道14号新宿国立線に属する。

## 概要
幹線道路東京八王子線の一部を構成する。杉並区久我山と三鷹市牟礼との境界付近（牟礼橋付近）において放射第5号線と接続することで、並行する国道20号の実質的なバイパス道路となる。幅員が30メートルであることから、30m道路という別名を持つ。
都市計画道路としては三鷹3・2・2号線、府中3・2・2号線、小金井3・2・2号線、府中3・2・2の2号線に属する。
府中市西原町 - 国立市谷保（終点）の区間は2022年現在事業中である。このうち府中市内の十中通りから西側のJR南武線のオーバーパス部については、同線の本宿原踏切廃止を優先させるために2024年3月14日に片側1車線で暫定供用されたが、通過車両の入り込みを防ぐために国立インター入口交差点側へは通行できない措置が取られている。幹線道路東京八王子線としては、当区間および日野バイパス等を経由して首都圏中央連絡自動車道（圏央道）の高尾山ICまでつながる計画である。

## 地理

### 通過する自治体
- 東京都
  - 三鷹市 - 調布市 - 小金井市 - 府中市 - 国立市

### 交差する道路
| 交差する道路（通称）                                         | 交差する場所 | 交差する場所           |
| ------------------------------------------------------------ | ------------ | ---------------------- |
| 東京都市計画道路放射第5号線 高井戸・国道20号（甲州街道）方面 |              |                        |
| 東京都道14号新宿国立線・東京都道110号府中三鷹線（人見街道）  | 三鷹市       | 牟礼橋付近             |
| 2019年（令和元年）6月8日開通区間                             |              |                        |
| 下本宿通り・中本宿通り                                       | 三鷹市       | 牟礼2丁目              |
| 東京都道114号武蔵野狛江線（吉祥寺通り）                      | 三鷹市       | 杏林大学病院北交差点   |
| 東京都道121号武蔵野調布線（三鷹通り）                        | 調布市       | 航空技術研究所交差点   |
| 東京都道12号調布田無線（武蔵境通り）                         | 三鷹市       | 野崎八幡前交差点       |
| 東京都道123号境調布線（天文台通り）                          | 三鷹市       | 天文台北交差点         |
| 東京都道110号府中三鷹線（人見街道）                          | 三鷹市       | 基督教大裏門交差点     |
| 東京都道15号府中清瀬線（小金井街道）                         | 小金井市     | 前原交番前交差点       |
| 東京都道248号府中小平線（新小金井街道）                      | 小金井市     | 小金井南中西交差点     |
| 東京都道133号小川府中線（国分寺街道）                        | 府中市       | 栄町交番前交差点       |
| 東京都道17号所沢府中線（府中街道）                           | 府中市       | 府中栄町三丁目交差点   |
| 東京都道17号所沢府中線（新府中街道、府中3・3・8号線）        | 府中市       | 西原町一丁目交差点     |
| 事業中                                                       |              |                        |
| 府中3・4・5号線                                              | 府中市       | 西原町2丁目付近        |
| 事業中                                                       |              |                        |
| 新奥多摩街道 延伸部（事業中）                                | 府中市       | 西原町3丁目付近        |
| 事業中                                                       |              |                        |
| 国道20号・東京都道256号八王子国立線（甲州街道）              | 国立市       | 国立インター入口交差点 |
| 国道20号日野バイパス 日野・八王子方面                        |              |                        |

## 道路の特徴
- 標準幅員は30メートルで広幅員であるものの、車線数は片側3車線ではなく片側2車線しかない（三鷹市野崎周辺および多磨霊園付近は片側3車線だったが2010年に2車線に変更され、現在は歩行者道路にナビマークと通行指定区分が建設されている）。停車帯もないため、路上駐車があると場所によっては有効車線数が片側1車線となってしまい、混雑することがある。
- 特に三鷹市内においては、細かい信号が非常に多く繋がりも悪い。これは下本宿通り（三鷹市道）の一部を拡幅して整備した区間において、地域分断対策のため、歩行者横断信号が多く設置されたことも理由の一つとして挙げられる。また、立体交差は府中街道及び武蔵野線交点のみで、激しく渋滞することも多い。都市計画上は立体交差の計画が3か所程あるものの事業化はされていない。
- 1980年代から90年代初頭、上り線の多磨霊園付近から国際基督教大学付近にかけて、主に多摩地区のドラッグレースの聖地として違法なストリートレースが頻繁に行われていた[5][6]。「お祭り」と称して違法なイベントが行われる際は路肩に屋台が出ることもあった。上り線野川公園付近にオービスが設置され終焉した。

## 主な沿線施設
- 航空宇宙技術研究センター
- 海上技術安全研究所
- 交通安全環境研究所
- 電子航法研究所
- 国際基督教大学
- 東京都立野川公園
- 東京都立武蔵野公園
- 警視庁府中運転免許試験場
- 多磨霊園
- 関東医療少年院

## ギャラリー

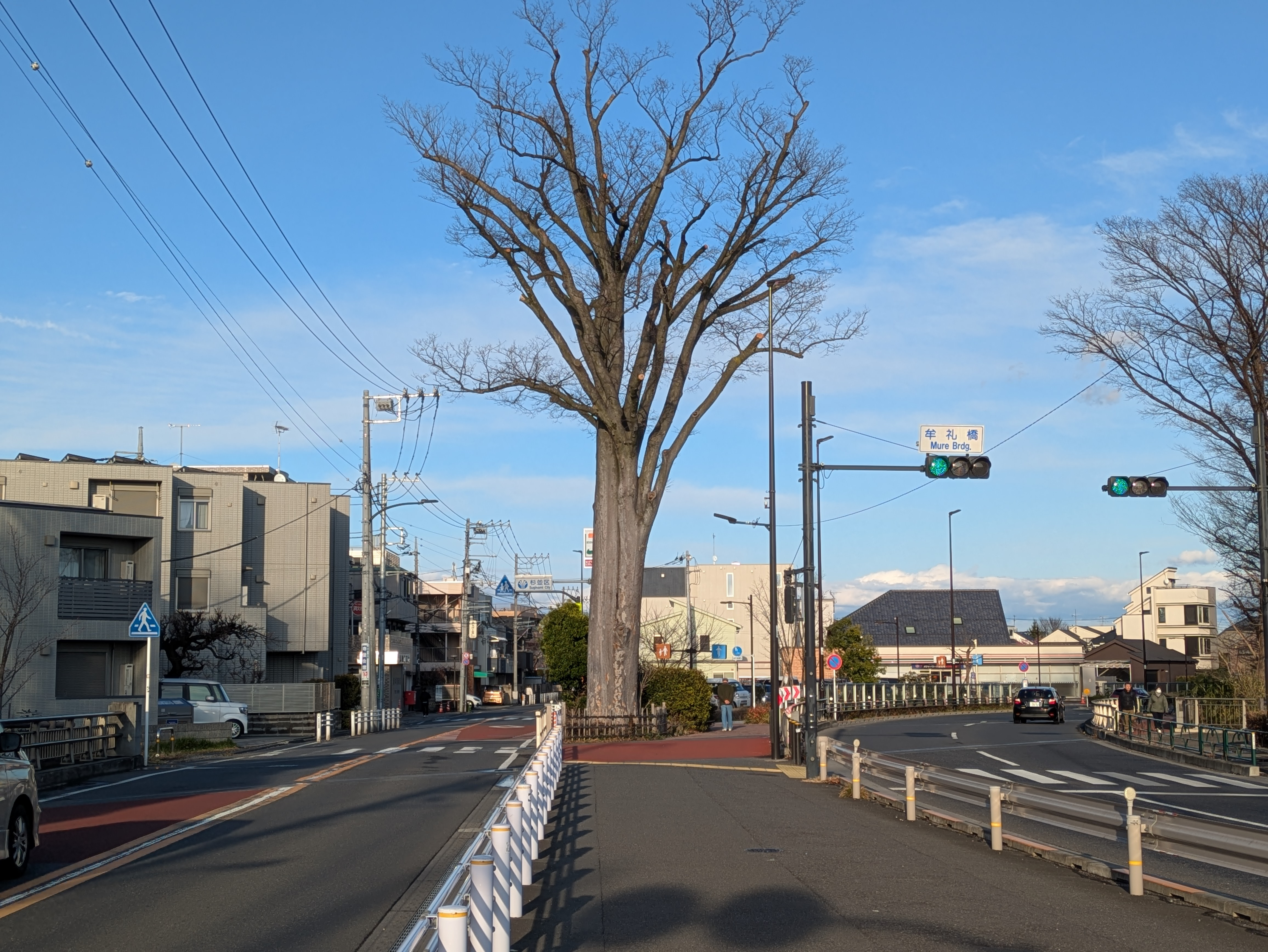
牟礼橋。人見街道、東八道路は直接直通不可。（三鷹市牟礼）
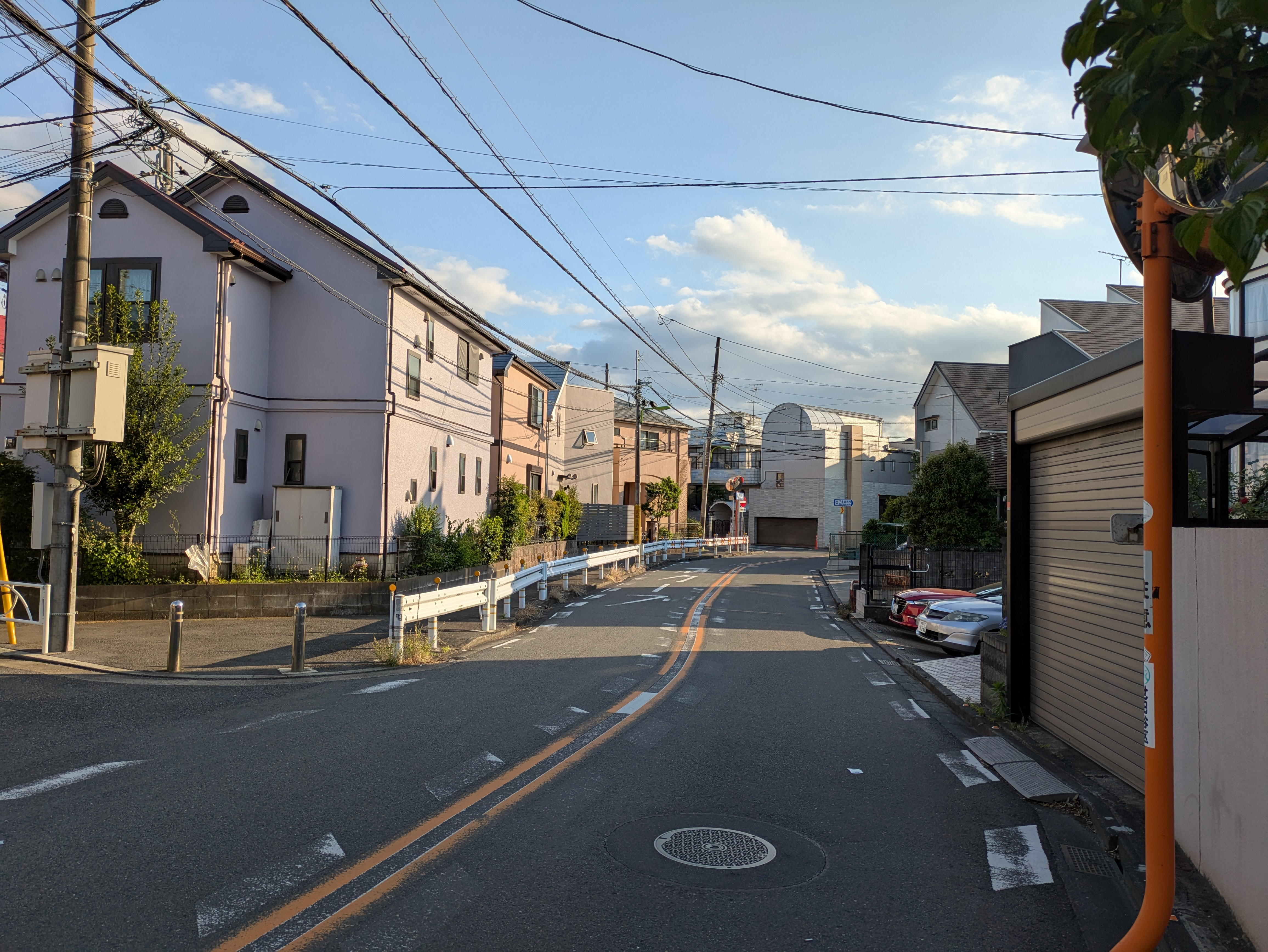
玉川上水沿いの高井戸−牟礼橋間が開通前は、北烏山と久我山の住宅地内の境界を縫う下本宿通りが東八道路の代替をしていた。（世田谷区北烏山/杉並区久我山）
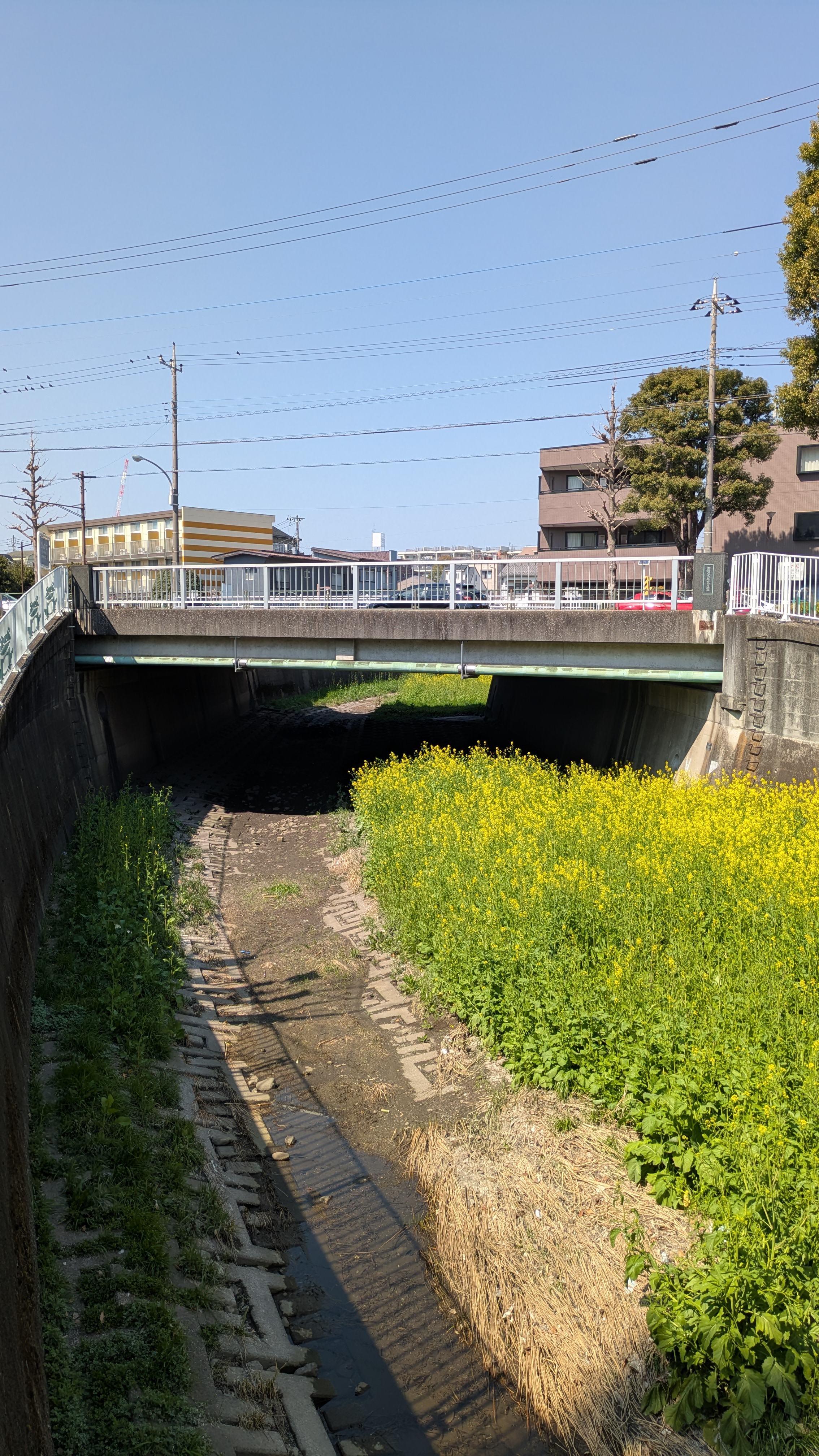
仙川と交差する新川大橋（三鷹市新川）
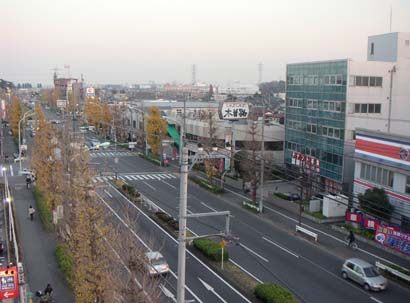
三鷹市内の東八道路
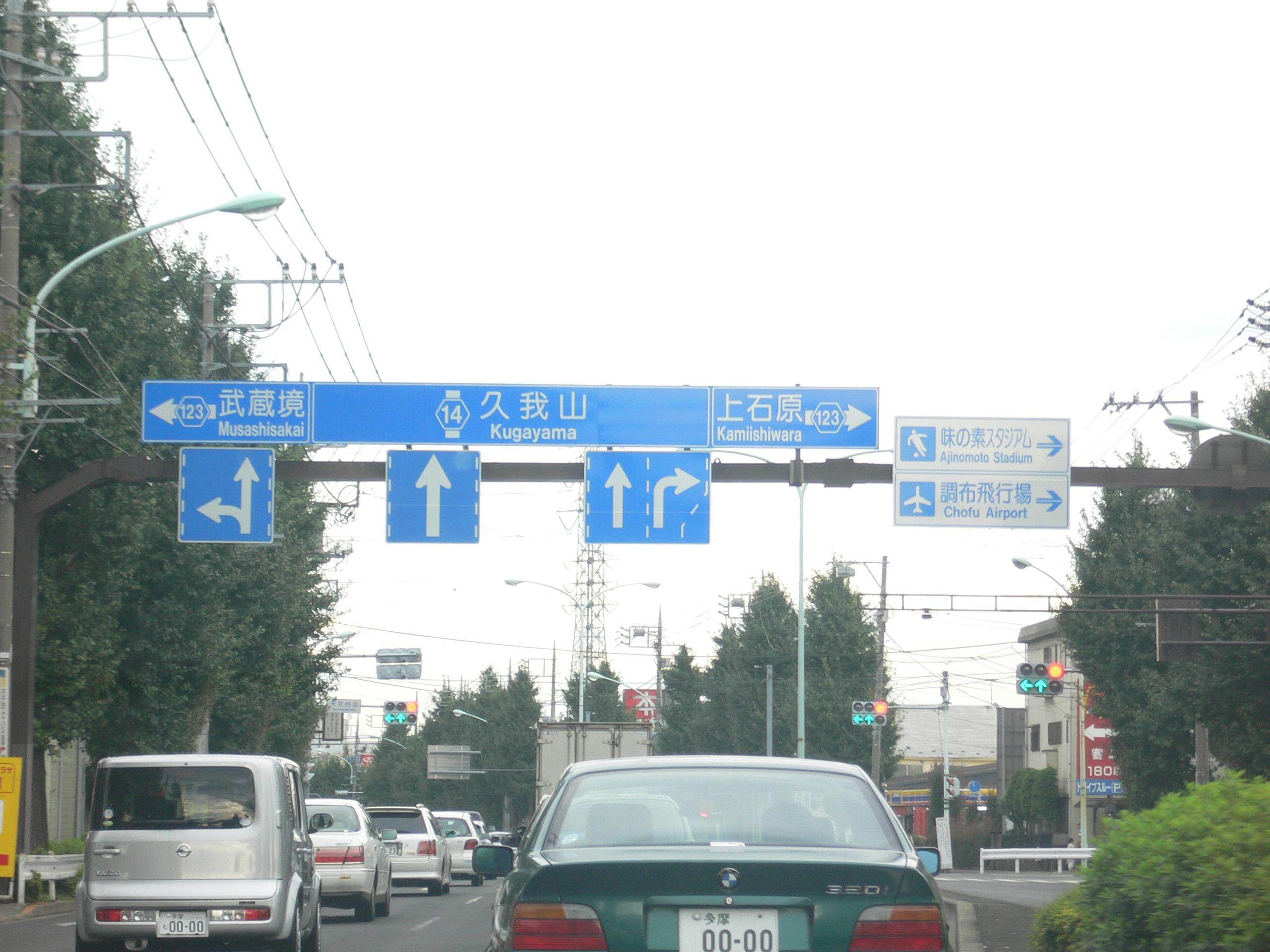
天文台北交差点（三鷹市）
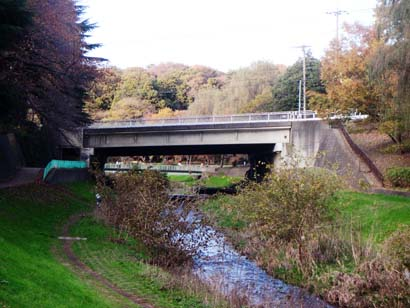
野川にかかる富士見大橋（三鷹市）
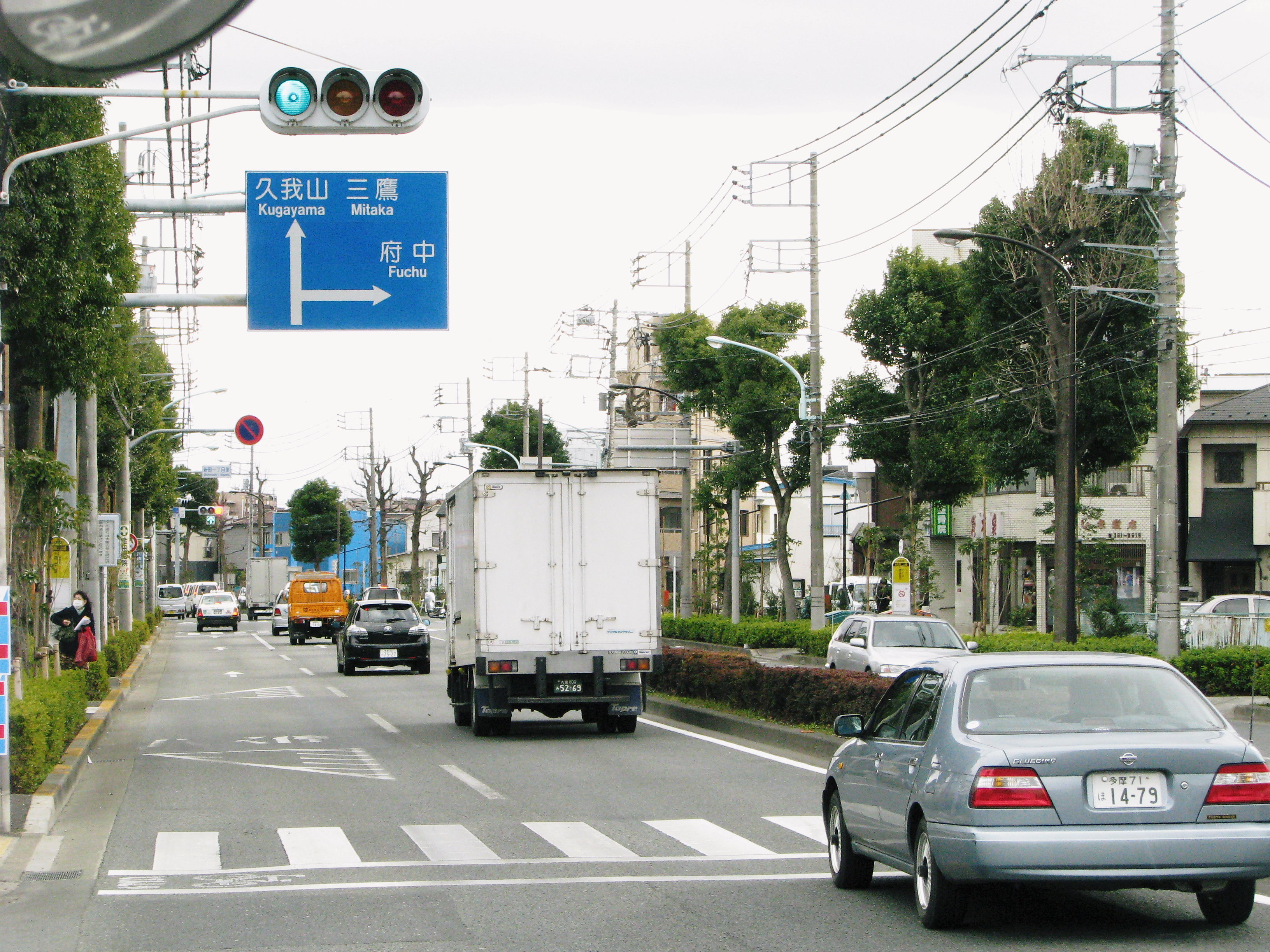
府中市新町（府中市新町）
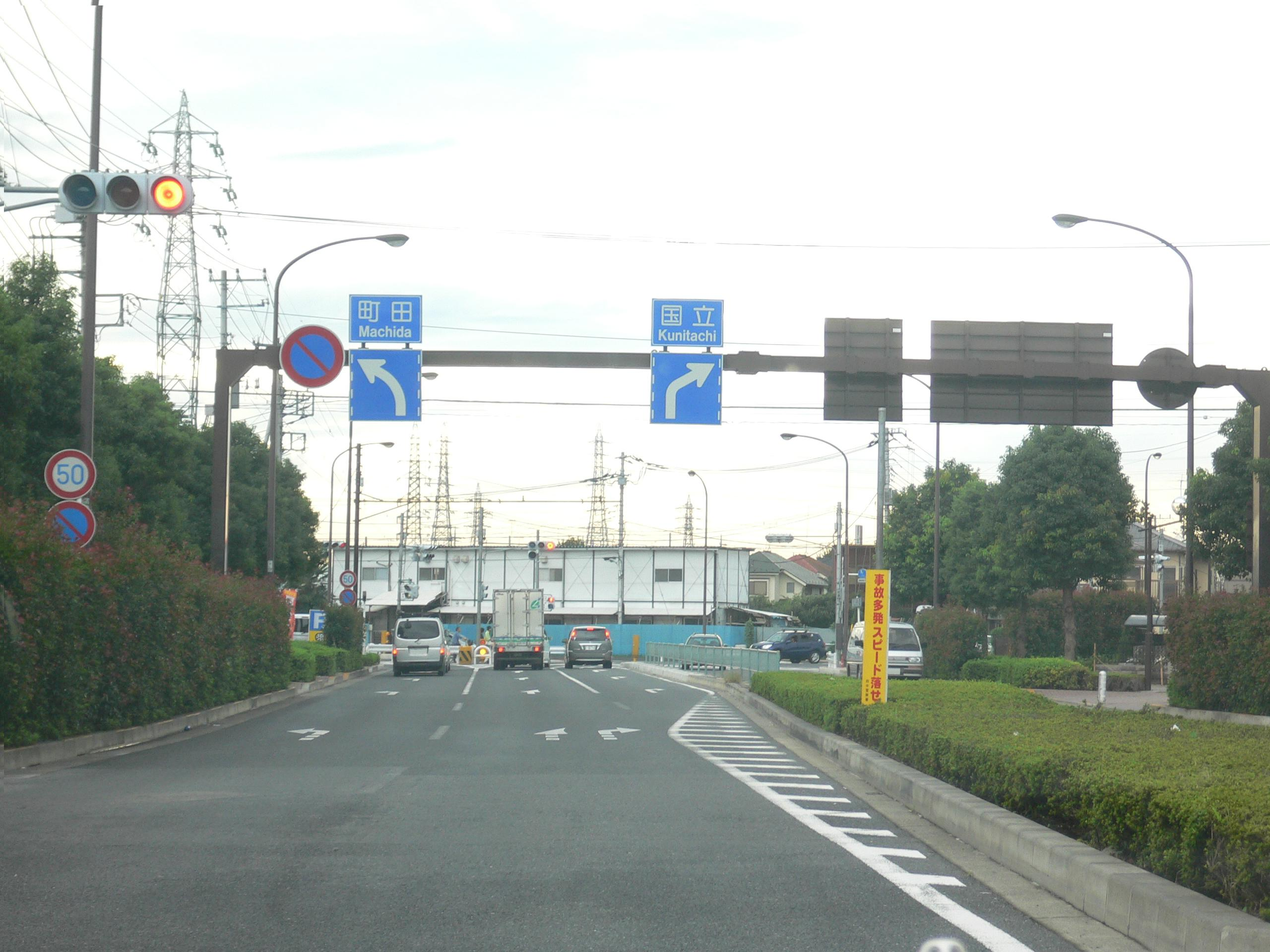
府中市西原町交差点（現在の終点）